# 2,7-二氮杂芘
2,7-二氮杂芘是一种有机化合物，化学式为C14H8N2。它可以1,4,5,8-萘四甲酸二酐和甲胺水溶液反应，再与氯化铝-氢化铝锂反应后，在钯碳存在下脱除甲基得到。它和碘甲烷反应，可以得到2-甲基-2,7-二氮杂芘碘化物或2,7-二甲基-2,7-二氮杂芘二碘化物。